# Hypsiboas pulchellus
Hypsiboas pulchellus is een kikker uit de familie boomkikkers of Hylidae. De soort werd voor het eerst wetenschappelijk beschreven door André Marie Constant Duméril en Gabriel Bibron in 1841.
De soort komt voor in Zuid-Amerika, in Argentinië, Uruguay, het zuiden van Paraguay en Rio Grande do Sul en Santa Catarina in Brazilië. De specimens die Duméril en Bibron beschreven waren afkomstig uit Montevideo.